# Богоштица
Богоштица је насеље у Србији у општини Крупањ у Мачванском округу. Према попису из 2022. било је 217 становника. Становништво се углавном бави пољопривредом, пре свега узгојем малине и купина.

## Знаменитости
У селу је рођен епископ шабачки Лаврентије Трифуновић, који је у Богоштици подигао и капелу - копију Његошеве капеле на Ловћену, као и Дом српске поезије „Десанка Максимовић“ у саставу новоизграђеног Манастира Свете Тројеручице Хиландарске.
У селу је рођен и познати српски неуропсихијатар проф. др Милутин М. Ненадовић.

## Рељеф
Селом протиче истоимена река која га дели на два засеока, у народу позната као Склоп и Село. Склоп обухвата мањи део укупне територије и углавном је прекривен шумама односно мањим ливадама. Са друге стране Село има велики број плодних њива познатих као Њиварице. Кроз Склоп пролази алфалтни коловоз, док се кроз Село још увек постоји стари макадамски пут. Од болнице у Крупњу до куће Петровића у Селу тренутно је потребно прећи 7.34 километра.

## Демографија
У насељу Богоштица живи 204 пунолетна становника, а просечна старост становништва износи 37,8 година (33,9 код мушкараца и 42,6 код жена). У насељу има 73 домаћинства, а просечан број чланова по домаћинству је 3,68.
Ово насеље је у потпуности насељено Србима (према попису из 2002. године), а у последња три пописа, примећен је пад у броју становника.
|  |

| Демографија | Демографија | Демографија |
| Година      | Становника  | Становника  |
| ----------- | ----------- | ----------- |
| 1948.       | 490         |             |
| 1953.       | 551         |             |
| 1961.       | 513         |             |
| 1971.       | 442         |             |
| 1981.       | 356         |             |
| 1991.       | 327         | 305         |
| 2002.       | 269         | 285         |

| Етнички састав према попису из 2002.‍ | Етнички састав према попису из 2002.‍ | Етнички састав према попису из 2002.‍ | Етнички састав према попису из 2002.‍ | Етнички састав према попису из 2002.‍ |
| ------------------------------------ | ------------------------------------ | ------------------------------------ | ------------------------------------ | ------------------------------------ |
|                                      |                                      |                                      |                                      |                                      |
| Срби                                 | Срби                                 |                                      | 269                                  | 100,0%                               |
| непознато                            | непознато                            |                                      | 0                                    | 0,0%                                 |

| Година пописа     | 1948. | 1953. | 1961. | 1971. | 1981. | 1991. | 2002. |
| ----------------- | ----- | ----- | ----- | ----- | ----- | ----- | ----- |
| Број домаћинстава | 70    | 88    | 90    | 85    | 78    | 72    | 73    |

| Број чланова      | 1  | 2  | 3  | 4 | 5  | 6 | 7 | 8 | 9 | 10 и више | Просек |
| ----------------- | -- | -- | -- | - | -- | - | - | - | - | --------- | ------ |
| Број домаћинстава | 13 | 12 | 12 | 9 | 11 | 8 | 7 | 1 | 0 | 0         | 3,68   |

| Пол    | Укупно | Неожењен/Неудата | Ожењен/Удата | Удовац/Удовица | Разведен/Разведена | Непознато |
| ------ | ------ | ---------------- | ------------ | -------------- | ------------------ | --------- |
| Мушки  | 117    | 48               | 63           | 5              | 1                  | 0         |
| Женски | 104    | 13               | 64           | 26             | 0                  | 1         |
| УКУПНО | 221    | 61               | 127          | 31             | 1                  | 1         |

| Пол    | Укупно                    | Пољопривреда, лов и шумарство | Рибарство                            | Вађење руде и камена | Прерађивачка индустрија       |
| ------ | ------------------------- | ----------------------------- | ------------------------------------ | -------------------- | ----------------------------- |
| Мушки  | 82                        | 76                            | 0                                    | 0                    | 4                             |
| Женски | 31                        | 30                            | 0                                    | 0                    | 0                             |
| УКУПНО | 113                       | 106                           | 0                                    | 0                    | 4                             |
| Пол    | Производња и снабдевање   | Грађевинарство                | Трговина                             | Хотели и ресторани   | Саобраћај, складиштење и везе |
| Мушки  | 0                         | 0                             | 1                                    | 0                    | 0                             |
| Женски | 0                         | 0                             | 0                                    | 0                    | 0                             |
| УКУПНО | 0                         | 0                             | 1                                    | 0                    | 0                             |
| Пол    | Финансијско посредовање   | Некретнине                    | Државна управа и одбрана             | Образовање           | Здравствени и социјални рад   |
| Мушки  | 0                         | 0                             | 0                                    | 1                    | 0                             |
| Женски | 0                         | 0                             | 1                                    | 0                    | 0                             |
| УКУПНО | 0                         | 0                             | 1                                    | 1                    | 0                             |
| Пол    | Остале услужне активности | Приватна домаћинства          | Екстериторијалне организације и тела | Непознато            | Непознато                     |
| Мушки  | 0                         | 0                             | 0                                    | 0                    | 0                             |
| Женски | 0                         | 0                             | 0                                    | 0                    | 0                             |
| УКУПНО | 0                         | 0                             | 0                                    | 0                    | 0                             |